# Rouffiac (Charente Marítim)
Rouffiac és un municipi francès situat al departament del Charente Marítim i a la regió de la Nova Aquitània. L'any 2007 tenia 415 habitants.

## Demografia

### Població
El 2007 la població de fet de Rouffiac era de 415 persones. Hi havia 164 famílies de les quals 36 eren unipersonals (11 homes vivint sols i 25 dones vivint soles), 64 parelles sense fills, 46 parelles amb fills i 18 famílies monoparentals amb fills.
La població ha evolucionat segons el següent gràfic:
Habitants censats

### Habitatges
El 2007 hi havia 210 habitatges, 167 eren l'habitatge principal de la família, 25 eren segones residències i 18 estaven desocupats. Tots els 209 habitatges eren cases. Dels 167 habitatges principals, 145 estaven ocupats pels seus propietaris, 20 estaven llogats i ocupats pels llogaters i 3 estaven cedits a títol gratuït; 2 tenien dues cambres, 16 en tenien tres, 53 en tenien quatre i 96 en tenien cinc o més. 157 habitatges disposaven pel capbaix d'una plaça de pàrquing. A 69 habitatges hi havia un automòbil i a 87 n'hi havia dos o més.

### Piràmide de població
La piràmide de població per edats i sexe el 2009 era:
| Homes | Edats   | Dones |
| ----- | ------- | ----- |
| 0     | 95 o +  | 0     |
| 0     | 90 a 94 | 0     |
| 0     | 85 a 89 | 8     |
| 0     | 80 a 84 | 8     |
| 0     | 75 a 79 | 12    |
| 24    | 70 a 74 | 16    |
| 16    | 65 a 69 | 12    |
| 8     | 60 a 64 | 8     |
| 4     | 55 a 59 | 8     |
| 24    | 50 a 54 | 16    |
| 20    | 45 a 49 | 20    |
| 8     | 40 a 44 | 8     |
| 16    | 35 a 39 | 4     |
| 4     | 30 a 34 | 12    |
| 8     | 25 a 29 | 4     |
| 8     | 20 a 24 | 8     |
| 8     | 15 a 19 | 8     |
| 4     | 10 a 14 | 0     |
| 20    | 5 a 9   | 4     |
| 12    | 0 a 4   | 4     |

## Economia
El 2007 la població en edat de treballar era de 233 persones, 169 eren actives i 64 eren inactives. De les 169 persones actives 153 estaven ocupades (81 homes i 72 dones) i 16 estaven aturades (6 homes i 10 dones). De les 64 persones inactives 33 estaven jubilades, 13 estaven estudiant i 18 estaven classificades com a «altres inactius».

### Ingressos
El 2009 a Rouffiac hi havia 173 unitats fiscals que integraven 435,5 persones, la mediana anual d'ingressos fiscals per persona era de 16.460 €.

### Activitats econòmiques
Dels 13 establiments que hi havia el 2007, 2 eren d'empreses de fabricació d'altres productes industrials, 5 d'empreses de construcció, 4 d'empreses de comerç i reparació d'automòbils, 1 d'una empresa d'hostatgeria i restauració i 1 d'una empresa d'informació i comunicació.
Dels 5 establiments de servei als particulars que hi havia el 2009, 1 era un taller de reparació d'automòbils i de material agrícola, 2 paletes, 1 guixaire pintor i 1 restaurant.
Dels 2 establiments comercials que hi havia el 2009, 1 era una botiga de menys de 120 m² i 1 una botiga d'equipament de la llar.
L'any 2000 a Rouffiac hi havia 20 explotacions agrícoles que ocupaven un total de 736 hectàrees.

## Poblacions més properes
El següent diagrama mostra les poblacions més properes.